# Lenda do Coto da Moura
O "Coto da Moura" é uma lenda popular da região de Melgaço, no norte de Portugal.

## Contexto Histórico

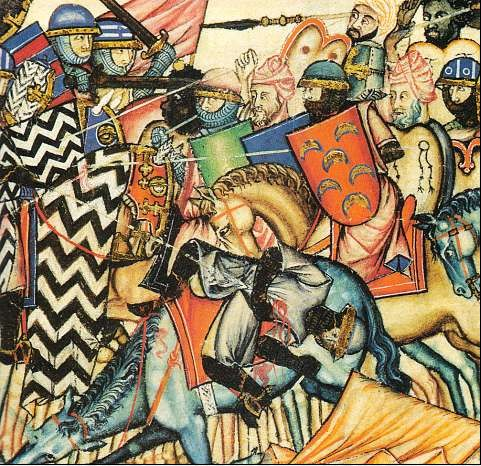
Ilustração do livro Cantigas de Santa Maria, retratando uma batalha entre mouros e cristãos durante a Reconquista Cristã. (c. século XIII)

Após a morte do rei Vitiza em 711, um novo ciclo de guerras pela sucessão da coroa do Reino Visigótico dividiu a Península Ibérica e as suas forças militares entre partidários dos reis Rodrigo e Ágila II. Sendo filho do rei anterior, Ágila II, que ambicionava unir o reino e derrubar o seu oponente, pediu auxílio ao governador de Ifríquia, Muça ibne Noçáir, que prontamente lhe enviou tropas. Contudo, aproveitando-se das lutas internas na região ibérica, as tropas muçulmanas, lideradas pelo general berbere Tárique, quebraram o pacto com o pretendente ao trono e iniciaram a Invasão Muçulmana na Península Ibérica. Atacaram várias cidades, derrotaram Rodrigo e espalharam-se, tomando a Lusitânia e os restantes territórios em pouco tempo. Resistindo às suas investidas, apenas escapou uma parte das Astúrias, povoada por hispano-godos e lusitano-suevos que haviam procurado refúgio ou ali já residiam. Liderados por Pelágio, uniram-se, criaram novas alianças e fundaram o Reino das Astúrias, começando a Reconquista pelos territórios ocupados. Esta só terminaria em território português com a conquista do Algarve por D. Afonso III em 1249, e em Espanha apenas em 1452.
No território que é hoje a Galiza e o Norte de Portugal, este período caracterizou-se como algo curto, estando no ano de 809 já sob o domínio cristão. No entanto, o legado dos "mouros" pelas terras nortenhas também deixou influências, perdurando na toponímia de algumas terras (ex. Lamas de Mouro, Rio Mouro, Riba de Mouro, Vilar de Mouros, etc.) e no folclore com as mouras encantadas (espíritos ou seres fantásticos com poderes sobrenaturais, de uma grande beleza e de longos cabelos, louros como o ouro ou negros como a noite).
Ainda hoje em dia, a lenda do Coto da Moura é associada a um lugar com o mesmo nome em Chaviães, no concelho de Melgaço, onde ainda persistem as ruínas pré-históricas de um dólmen. Segundo a antiga história, seria em cima desse rochedo que a moura se sentava enquanto aguardava pelo fim da maldição.

## Lenda
Reza a lenda, que há muitos anos, em Chaviães, no lugar onde hoje existe uma fonte, havia uma moura encantada que todos os dias, ao nascer do sol, saía para estender o seu tesouro no cimo de um penedo, ficando aí sentada a cantar e a pentear os seus longos cabelos dourados com um pente de ouro, enquanto suspirava e ansiava por alguém que a viesse desencantar de uma antiga maldição. Apesar da sua existência ser conhecida para todos os aldeões da terra, ninguém se atrevia a se aproximar do famoso "coto da moura", por recear que este fosse algum truque ou artimanha do demo, condenando a alma de quem se aproximasse ao Inferno. No entanto, certo dia, um homem ousou ir ao seu encontro confirmar se o que diziam era verdade.
Ao chegar à fonte, o homem aproximou-se lentamente, mas rapidamente foi interrompido pela moura que já havia sentido a sua presença e o esperava erguida, sobre o penedo. "Meu caro senhor, tenho um pente e uma peina. Qual deles quereis?", perguntou. Espantado com a aparição e a sua pergunta, o homem observou com atenção os cabelos dourados da moura, e de seguida para o pente, respondendo que preferia o último, por este ser de ouro verdadeiro. Quase como com um grito de outro mundo, repleta de dor e decepção, a moura gritou "Ai homem, que me acabaste de dobrar a “fada”!" e furiosa atirou o pente para o regato, desaparecendo de imediato, enquanto o homem se atirava para a água, atrás do precioso objecto. Apesar de procurar e procurar, o homem nunca encontrou o pente, morrendo anos mais tarde sem um único tostão no bolso.
Ainda hoje, reza a história que o som das águas que caem no regato são do choro da moura, que ainda permanece amaldiçoada, esperando por alguém que escolha a sua bela cabeleira (ou seja ela própria), em vez do pente.